# Cryptotis montivaga
Cryptotis montivaga är en däggdjursart som först beskrevs av Anthony 1921.  Cryptotis montivaga ingår i släktet pygménäbbmöss, och familjen näbbmöss. IUCN kategoriserar arten globalt som livskraftig. Inga underarter finns listade i Catalogue of Life.
Arten blir 65 till 85 mm lång (huvud och bål), har en 28 till 35 mm lång svans och väger 9 till 14 g. Med sin gråaktiga päls på ryggen och den något ljusare pälsen på undersidan är den en typisk medlem av släktet.
Denna näbbmus lever i Anderna i Ecuador. Den vistas i regioner som ligger 2300 till 4000 meter över havet. Arten förekommer i regioner med tät växtlighet. Den äter insekter, maskar, spindlar och andra ryggradslösa djur. Honor kan ha två kullar per år och per kull föds en eller två ungar.